# Mary Ellen Popel
Mary Ellen Popel (* 20. Juni 1920 in Santa Monica, Kalifornien, USA; † 2016) war eine US-amerikanische Schauspielerin.

## Leben
Mary Ellen Popel wuchs als Tochter eines erfolgreichen Bankers in wohlhabenden Verhältnissen auf. Da ihre Eltern ihren Wunsch Schauspielerin zu werden nicht unterstützten, verließ sie bereits mit 17 Jahren ihre Heimatstadt, um in New York Theaterdarstellerin zu werden. Nachdem sie mit mehreren kleinen Rollen auf der Bühne stand, beschloss sie, in ihren Heimatstaat Kalifornien zurückzukehren, um in Hollywood eine Kinokarriere zu starten.
Dort lernte sie den Deutschen Conrad Veidt kennen, der sie für eine kleine Rolle in dem Film Erpressung (A Womens Face) empfahl. Popel trat im Anschluss wieder vermehrt im Theater auf und übernahm kleinere Rollen in Spielfilmen und TV-Serien.
Ihre erste große Rolle übernahm Popel 1949. In dem Film Dem Rauschgift verfallen (She Shoulda Said No!) von Sam Newfield spielte sie die Rita. Der Schwarzweißfilm galt als so schockierend, dass er unter anderem in Finnland verboten wurde. Auftritte in Die zehn Gebote und der TV-Serie Highway Patrol folgten.
Gerüchte um Drogenprobleme ließen sie sich immer wieder kurzzeitig aus dem Filmgeschäft zurückziehen und sich vermehrt den nicht so öffentlichen Auftritten in verschiedenen Theatern in Kalifornien zuwenden.
1962 war Popel die letzten Male auf der Leinwand in Der letzte Zug und Männer, die das Leben lieben zu sehen. Der letzte Zug von Blake Edwards wurde ihr größter Erfolg. Nach 1962 mied sie die Öffentlichkeit.

## Filmografie
- 1941: Erpressung (A Womans Face)
- 1944: Abenteuer im Harem (Lost in a Harem)
- 1949: Dem Rauschgift verfallen (She Shoulda Said No!)
- 1951: Boston Blackie (TV-Serie) (1 Folge: Der Mörder in der Telefonzelle, Phone Booth Murder)
- 1956: Die zehn Gebote (The Ten Commandments)
- 1957: Sturm über Persien (Omar Khayyam)
- 1957: Highway Patrol (TV-Serie) (1 Folge: Unschuldig verurteilt, Convicted Innocent)
- 1958: Die Abenteuer des Jim Bowie (TV-Serie) (The Adventures of Jim Bowie) (1 Folge: Der Pferdedieb, Horse Thief)
- 1959: Die Krone des Lebens (Beloved Infidel)
- 1962: Männer, die das Leben lieben (The Interns)
- 1962: Der letzte Zug (Experiment in Terror)